# Поташнянська сільська рада (Радомишльський район)
Поташнянська сільська рада — колишня адміністративно-територіальна одиниця та орган місцевого самоврядування у Ставищенському і Радомишльському районах Малинської й Волинської округ, Київської та Житомирської областей Української РСР з адміністративним центром у селі Поташня.

## Населені пункти
Сільській раді на час ліквідації були підпорядковані населені пункти:
- с. Поташня.

## Історія та адміністративний устрій
Створена 1923 року в складі с. Поташня, колонії Зарудище та хуторів Ново-Білковецький і Песся-Забара Кочерівської волості Радомисльського повіту Київської губернії. 16 січня 1923 року підпорядковано с. Ставецька Слобода, кол. Литвинівка, хутори Ропецький (Репіївка) і Храпанівка ліквідованої Ставецько-Слобідської (Став-Слобідської) сільської ради та Корінець, Соболів і Шулемиха ліквідованої Соболівської сільської ради Кочерівської волості. 7 березня 1923 року увійшла до складу новоствореного Ставищенського району Малинської округи. Після 1923 року хутори Корінець та Шулемиха не значилися на обліку населених пунктів. 13 березня 1925 року, відповідно до постанови ВУЦВК «Про поточний розподіл території зліквідованої Малинської округи на Київщині між Київщиною й Волинню», сільську раду передано до складу Радомишльського району Житомирської (згодом — Волинська) округи. 28 березня 1928 року с. Ставецька Слобода, х. Храпанівка та кол. Литвинівка передані до складу відновленої Ставецько-Слобідської сільської ради Радомишльського району. На 1 жовтня 1941 року х. Соболів числився у підпорядкуванні Став-Слобідської сільської ради, кол. Зарудище та хутори Ново-Білківський, Песся-Забара, Репіївка не перебували на обліку населених пунктів.
Станом на 1 вересня 1946 року сільська рада входила до складу Радомишльського району Житомирської області, на обліку в раді перебувало с. Поташня.
Ліквідована 11 серпня 1954 року, відповідно до указу Президії Верховної ради Української РСР «Про укрупнення сільських рад по Житомирській області», територію ради та с. Поташня приєднано до складу Кочерівської сільської ради Радомишльського району Житомирської області.